# Mathieu Kérékou
Mathieu Kérékou også kaldt Ahmed Kérékou (født 2. september 1933, død 14. oktober 2015) var Benins præsident i 1972-91 og 1996-2006.
Han kom til magten ved et militærkup i 1972 i det daværende Dahomey. Han skiftede landets navn til "Benin" i 1975. Han tabte det demokratiske præsidentvalg i 1991, men genvandt magten ved valget i 1996. Han måtte trække sig tilbage i 2006 da Benins grundlov af 1990 ikke tillod ham at blive genvalgt en tredje gang.